# Michel Seuphor

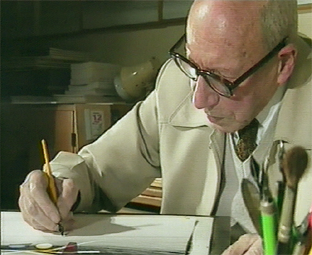
Michel Seuphor

Michel Seuphor, pseudoniem voor Ferdinand Louis Berckelaers (Borgerhout, 10 maart 1901 – Parijs, 12 februari 1999) was een Belgische kunstenaar uit de abstracte kunst van voor de Tweede Wereldoorlog, die zowel zelf abstracte kunst maakte als veel publiceerde over de abstracte kunst en zijn kunstenaars.

## Biografie
Berckelaers beëindigde zijn middelbare studies aan het Onze-Lieve-Vrouwecollege (Antwerpen) in 1918. Hij publiceerde zijn eerste Nederlandstalige gedichten onder het pseudoniem Seuphor (een anagram van Orpheus) in verschillende kleine blaadjes en in de krant De Schelde. In 1921 richtte hij samen met Geert Pynenburg het literair en politiek tijdschrift Het Overzicht op, vanaf nummer dertien nam Jozef Peeters Pynenburgs plaats in de redactie over en evolueerde het tijdschrift naar een zuiver avant-gardeblad. Uitgeverij Het Overzicht publiceerde in 1924 ook zijn eerste dichtbundels Carnet bric-à-brac en Te Parijs in trombe. Omdat Seuphor zich in Antwerpen miskend voelde verhuisde hij in 1925 definitief naar Parijs, waar hij in contact komt met avant-gardistische kunstenaars als Paul Dermée, Theo van Doesburg, Georges Vantongerloo, André Kertész, Hans Arp en, vooral, Piet Mondriaan.
Seuphor stichtte in 1929 met de Uruguayaanse schilder Joaquín Torres García en de Spaanse schilder Pierre Daura de kunstenaarsgroepering Cercle et Carré. In 1939 verscheen de roman Les évasions d'olivier Trickmansholm, naar eigen zeggen een "geromanceerde autobiografie", met daarin onder meer een gedetailleerde beschrijving van de moord op de Vlaamse studentenleider Herman Van den Reeck waar Seuphor een directe getuige van was. Naast zijn schilderkunst en tapijtontwerpen schreef hij de volgende standaardwerken over abstracte kunst, o.a. over de eerste generatie abstracte kunstenaars: L'art abstrait, ses origines, ses premiers maîtres (1949). Zeven jaar later verschijnt zijn monumentale studie over het werk van Mondriaan.
Zijn diepgaande en grondige kennis over de abstracte kunst krijgt een neerslag in twee boeken: Dictionnaire de la peinture abstraite (1957) en La peinture abstraite, sa genèse, son expansion (1962) waarin hij allerlei gesprekken met kunstenaars en galeriemensen aanhaalt bij zijn vele bezoeken in Europa en Amerika. Hij schreef bovendien een zestal romans.
In de laatste dertig jaar bleef hij schilderen en publiceren, studeerde hij Sanskriet en correspondeerde hij in het Latijn, Grieks en Hebreeuws.

## Werk
- Carnet bric-à-brac (poëzie), 1924
- Te Parijs in trombe (poëzie), 1924
- L'ardente paix (poëzie), 1936
- Les évasions d'Olivier Trickmansholm (roman), 1939
- Informations (essays), 1944
- Le Visage de Senlis (roman), 1947
- L'art abstrait, ses origines, ses premiers maîtres, 1949
- Piet Mondrian, sa vie, son œuvre, 1956
- Dictionnaire de la peinture abstraite, 1957
- La peinture abstraite, sa genèse, son expansion, 1962
- La vocation des Mots. Accompagné de 7 dessins à lacunes, 1966
- Paraboliques, 1968
- Le don de la parole. Réflexions sur le langage, 1970
- Écrits, œuvres, documents et témoignages, 1976